# Liste der Kulturdenkmale in Fitzen
In der Liste der Kulturdenkmale in Fitzen sind alle Kulturdenkmale der schleswig-holsteinischen Gemeinde Fitzen (Kreis Herzogtum Lauenburg) aufgelistet (Stand: 14. April 2025).

## Legende
In den Spalten befinden sich folgende Informationen:
- Objekt-ID: die Nummer des Kulturdenkmales
- Lage: die Adresse des Kulturdenkmales und die geographischen Koordinaten. Kartenansicht, um Koordinaten zu setzen. In der Kartenansicht sind Kulturdenkmale ohne Koordinaten mit einem roten Marker dargestellt und können in der Karte gesetzt werden. Kulturdenkmale ohne Bild sind mit einem blauen Marker gekennzeichnet, Kulturdenkmale mit Bild mit einem grünen Marker.
- Offizielle Bezeichnung: Bezeichnung des Kulturdenkmales
- Beschreibung: die Beschreibung des Kulturdenkmales
- Bild: ein Bild des Kulturdenkmales

## Bauliche Anlagen
| Objekt-ID | Lage                                           | Offizielle Bezeichnung       | Beschreibung | Bild |
| --------- | ---------------------------------------------- | ---------------------------- | --- | ---- |
| 23932     | Dorfstraße 10 a (53° 29′ 41″ N, 10° 38′ 48″ O) | Fachhallenhaus               | Fachhallenhaus; ca. 1800; eingeschossiger Fachwerkbau in Zweiständerbauweise mit Backsteinausfachung unter reetgedecktem Halbwalmdach - Begründung: geschichtlich, städtebaulich, Kulturlandschaft prägend - Schutzumfang: gesamtes Äußeres, Wirtschaftsteil und Keller im Inneren, - Denkmaltyp: Bauliche Anlage                                                   | BW   |
| 23465     | Dorfstraße 11 (53° 29′ 44″ N, 10° 38′ 53″ O)   | Fachhallenkate               | Fachhallenkate; ca. 1800; eingeschossiger Fachwerkbau in Zweiständerbauweise mit Backsteinausfachung unter reetgedecktem Halbwalmdach; Einfriedung - Schutzumfang: Fachhallenkate, Einfriedung - Begründung: Geschichtlich, Kulturlandschaftlich, Städtebaulich | BW   |
| 22862     | Dorfstraße 12 (53° 29′ 43″ N, 10° 38′ 50″ O)   | Wohn- und Wirtschaftsgebäude | Wohn- und Wirtschaftsgebäude; 1846; eingeschossiges, traufständiges Fachhallenhaus in Backsteinbauweise unter Viertelwalmdach in Hartdeckung, außermittiges Zwerchhaus auf der Traufseite um 1900; Einfriedung, Hofpflaster - Schutzumfang: Wohn- und Wirtschaftsgebäude, Einfriedung, Hofpflaster - Begründung: Geschichtlich, Kulturlandschaftlich, Städtebaulich | BW   |

## Quelle
- Liste der Kulturdenkmale in Schleswig-Holstein – Herzogtum Lauenburg (PDF)

- Karte mit allen Koordinaten:
- OSM |
- WikiMap